# هنری لینچ-استنتون
هنری لینچ-استنتون (انگلیسی: Henry Lynch-Staunton; ۵ نوامبر ۱۸۷۳ – ۱۵ نوامبر ۱۹۴۱) ورزشکار اهل بریتانیا بود.
وی در مسابقات کشوری و بین‌المللی در مجموع برندهٔ ۱ مدال برنز شده‌است.